# Halenia phyllophora
Halenia phyllophora är en gentianaväxtart som beskrevs av C. K. Allen. Halenia phyllophora ingår i släktet Halenia och familjen gentianaväxter. Inga underarter finns listade i Catalogue of Life.